# Lega dei Comunisti della Slovenia
La Lega dei Comunisti della Slovenia (in sloveno Zveza Komunistov Slovenije, ZKS; in serbo-croato Savez Komunista Slovenije/Савез комуниста Словеније, SKS/СКС) è stato un partito politico sloveno, ramo della Lega dei Comunisti di Jugoslavia addetto alla Repubblica Socialista di Slovenia.
Il partito nacque nel 1919 col nome di Partito Comunista di Slovenia, come scissione della Lega socialdemocratica slovena; nello stesso anno confluì nel PC Jugoslavo e nel 1937 venne ricostituito al suo interno.
Nel 1989 la Slovenia promosse un emendamento alla costituzione che asseriva il suo diritto alla secessione dalla federazione; a questo emendamento si oppose fermamente la dirigenza serba di Slobodan Milošević. Il 23 gennaio 1990 la delegazione slovena lasciò il congresso del partito; poco dopo, la Lega dei comunisti della Slovenia diventò il Partito democratico riformista, che in seguito sarebbe confluito assieme ad altri partiti nella Lista unita dei socialdemocratici.

## Capi del Partito
- Segretari del Comitato Centrale del PC Sloveno e del ZKS
  - Franc Leskošek (aprile 1937-dicembre 1946)
  - Boris Kidrič   (dicembre 1945-giugno 1946)
  - Miha Marinko   (giugno 1946-1966)
- Presidenti del Comitato Centrale del ZKS
  - Albert Jakopič (ottobre 1966-dicembre 1968)
  - France Popit   (marzo 1969-aprile 1982)
- Presidenti della Presidenza del Comitato Centrale del ZKS
  - Andrej Marinc (aprile 1982-maggio 1986)
  - Milan Kučan   (maggio 1986-dicembre 1989)
  - Ciril Ribičič (dicembre 1989-maggio 1990)